# Gemeinde Malisheva
Die Gemeinde Malisheva (albanisch Komuna e Malishevës, serbisch Општина Малишево Opština Mališevo) ist eine Gemeinde im Kosovo. Sie liegt im Bezirk Prizren. Verwaltungssitz ist die Stadt Malisheva.

## Geschichte
Die Gemeinde Malisheva ist 1960 als eine der damals 28 neuen kosovarischen Gemeinden gegründet worden. Sie bestand bis 1965, danach wurde ihr Gebiet auf die Gemeinden Rahovec, Klina, Drenas und Suhareka aufgeteilt. 1985 ist die Gemeinde Malisheva deckungsgleich wiedergegründet worden, am 3. August 1991 wurde sie durch die serbische Regierung abermals aufgelöst und aufgeteilt. Nach Ende des Kosovokrieges machte die UNMIK im Jahre 2000 diesen Vorgang rückgängig und stellte den Status der Gemeinde Malisheva wieder her.

## Geographie
Die Gemeinde Malisheva befindet sich im Zentrum des Kosovos. Im Nordosten grenzt die Gemeinde an Drenas, im Osten an Lipjan, im Südosten an Suhareka, im Südwesten an Rahovec und im Nordwesten an Klina. Insgesamt befinden sich 43 Dörfer in der Gemeinde. Die Fläche beträgt 361 km². Zusammen mit den Gemeinden Prizren, Suhareka, Mamusha und Dragash bildet die Gemeinde den Bezirk Prizren.

## Bevölkerung
Die neueste amtliche Schätzung von 2021 beziffert die Einwohnerzahl auf 57.261.
Die Volkszählung aus dem Jahr 2011 ergab für die Gemeinde Malisheva eine Einwohnerzahl von 54.613, davon bezeichneten sich 54.501 (99,79 %) als Albaner, 31 (0,06 %) als Roma und Aschkali und 15 (0,03 %) als Bosniaken. Acht gehören anderen Ethnien an und von 58 ist keine Antwort bezüglich der Ethnie vorhanden.
54.414 deklarierten sich als Muslime, 7 als Katholiken, 144 gaben keine Antwort und sechs sind religionslos.
| Zensus    | 1948   | 1953   | 1961   | 1971   | 1981   | 1991   | 2011   | 2021   |
| --------- | ------ | ------ | ------ | ------ | ------ | ------ | ------ | ------ |
| Einwohner | 17.355 | 18.528 | 21.646 | 28.681 | 36.808 | 47.817 | 54.613 | 57.261 |

| Ethnie           | Albaner | Bosniaken | Roma | Aschkali | Andere | Unbekannt | Antwort verweigert |
| ---------------- | ------- | --------- | ---- | -------- | ------ | --------- | ------------------ |
| Einwohner (2011) | 54.501  | 15        | 26   | 5        | 8      | 36        | 22                 |

| Religion         | Muslime | Katholiken | Konfessionslose | Andere | Unbekannt | Antwort verweigert |
| ---------------- | ------- | ---------- | --------------- | ------ | --------- | ------------------ |
| Einwohner (2011) | 54.414  | 7          | 6               | 6      | 36        | 144                |

## Orte
Die Liste der Orte in der Gemeinde Malisheva enthält die 44 Orte, in die sich die ' Gemeinde gliedert.
| Albanisch         | Einwohnerzahl (Volkszählung 2011) |
| ----------------- | --------------------------------- |
| Astrazup          | 2192                              |
| Balinca           | 1404                              |
| Banja             | 3639                              |
| Bellanica         | 2207                              |
| Berisha           | 136                               |
| Bubavec           | 1753                              |
| Bublia            | 636                               |
| Carralluka        | 2226                              |
| Carravrana        | 1576                              |
| Damanek           | 474                               |
| Dragobil          | 1248                              |
| Gajrak            | 289                               |
| Garaçeva          | 115                               |
| Golluboc          | 551                               |
| Guriq             | 816                               |
| Janqishta         | 326                               |
| Joviq             | 617                               |
| Kërvasaria        | 790                               |
| Kijeva            | 1279                              |
| Lladroc           | 1708                              |
| Lladroviq         | 1066                              |
| Llapçeva          | 1030                              |
| Llashkadrenoc     | 3573                              |
| Llozica           | 1573                              |
| Lubizhda          | 1641                              |
| Malisheva         | 3395                              |
| Maralia           | 1173                              |
| Maxhara           | 419                               |
| Millanoviq        | 1281                              |
| Mirusha           | 787                               |
| Mleçan            | 1211                              |
| Ngucat            | 1639                              |
| Pagarusha         | 1742                              |
| Panorc            | 997                               |
| Plloçica          | 716                               |
| Qypeva            | 525                               |
| Ruda              | 535                               |
| Senik             | 1371                              |
| Shkarashnik       | 971                               |
| Temeçina          | 851                               |
| Tërpeza e Eperme  | 1115                              |
| Tërpeza e Poshtme | 460                               |
| Turjaka           | 1637                              |
| Vërmica           | 985                               |

## Politik
Die Bürgermeister der Gemeinde waren seit dem Jahr 2000:
- 2000–2002. Jakup Kastrati (LDK)
- 2002–2007: Gani Krasniqi (PDK)
- 2007–2009: Isni Kilaj (PDK)
- 2009–2013: Isni Kilaj (PDK)
- 2013–2017: Ragip Begaj (NISMA)
- 2017–2021: Ragip Begaj (NISMA)
- seit 2021: Ekrem Kastrati (NISMA)